# Chlorure d'éthylmagnésium
Le chlorure d'éthylmagnésium est un composé chimique de formule CH3CH2MgCl. Cet halogénure organomagnésien, analogue chloré du bromure d'éthylmagnésium, est un réactif de Grignard disponible dans le commerce, généralement en solution incolore ou brunâtre dans le THF ou l'éther diéthylique. Il peut être obtenu en faisant réagir du chloroéthane CH3CH2Cl sur du magnésium métallique :
CH3CH2Cl + Mg ⟶ CH3CH2MgCl.
Il est utilisé en synthèse organique pour produire une grande variété de composés, comme le n-propylbenzène (en), le tétraéthylplomb et des dérivés alkylés de l'étain.